# Jaume Casacuberta Roma
Jaume Casacuberta i Roma, nascut el 1932 a Calders i mort el 2020 a Manresa, fou un pintor de l'escola d'Evarist Basiana, que cultivà varies disciplines: aquarel·la, oli i dibuix.
Vinculat al Cercle Artístic de Manresa i al Cercle Artístic del Moianès, on va ser membre actiu, també va fundar, junt amb altres artistes locals, el "Grup dels Tretze", fent exposicions col·lectives durant molts anys al Bages i comarques veïnes.
Va combinar amb èxit, durant molts anys, la obra d'estudi amb els concursos de pintura ràpida per tot Catalunya i, darrerament, en l'àmbit comarcal.

## Exposicions
Ha celebrat exposicions arreu de Catalunya, i participat en la pràctica totalitat de col·lectives locals,
així com en diferents de les celebrades dintre i fora del país.

## Museus
Hi ha obres seves en diverses col·leccions particulars (tant d’aquí com de l’estranger), en la seu social d’importants empreses i en les següents institucions:
- Casa Consistorial de Manresa (Bages)[cal citació]
- Museu Comarcal de Manresa[6]
- Diputació de Barcelona[7]
- Museu de Sant Pol de Mar (Maresme)[8][cal citació]
- Pinacoteca-Museu de Rajadell (Bages)[cal citació]

## Extracte de premis obtinguts
- 1r premi aquarel·la, Saló de Tardor, Manresa 1965[cal citació]
- 1r premi XLII Exposició d’artistes Manresans i medalla del Reial Cercle Artístic de Barcelona, 1971[cal citació]
- 1r premi Exposició Nacional de Roses, Sant Feliu de Llobregat 1974[cal citació]
- 1r premi Saló “Reixac de Plata”, Montcada i Reixac 1976-1977[cal citació]
- 1r premi i medalla d’or XVII Saló d’art de Martorell 1979[cal citació]
- 2n premi de Pintura Agrupació de Cultura del Casino Menestral Figuerenc, Figueres 1980[cal citació]
- 1r premi LX Concurs Pintura Artistes Manresans, Manresa 1990[9]
- 2n premi Concurs Festes de la Llum, Manresa 2010[cal citació]